# Mirage Rock
Albums de Band of Horses
Infinite Arms
(2010)
Mirage Rock est le quatrième album studio du groupe Band of Horses, sorti le 18 septembre 2012 sur le label Columbia Records. Il a été produit par Glyn Johns. Le premier single a été "Knock Knock".

## Liste des pistes
| No  | Titre                        | Durée |
| --- | ---------------------------- | ----- |
| 1.  | Knock Knock                  | 3:58  |
| 2.  | How to Live                  | 3:27  |
| 3.  | Slow Cruel Hands of Time     | 3:50  |
| 4.  | A Little Biblical            | 2:54  |
| 5.  | Shut-in Tourist              | 4:09  |
| 6.  | Dumpster World               | 3:43  |
| 7.  | Electric Music               | 3:32  |
| 8.  | Everything's Gonna Be Undone | 3:19  |
| 9.  | Feud                         | 2:56  |
| 10. | Long Vows                    | 3:43  |
| 11. | Heartbreak on the 101        | 4:01  |

| 12. | Ego Nightmare (iTunes bonus track) | 3:26 |

## Sonic Ranch Sessions
La version deluxe inclut un EP, Sonic Ranch Sessions. Il a été enregistré à El Paso, au Sonic Ranch Studio et produit par le groupe.
| No | Titre         | Durée |
| -- | ------------- | ----- |
| 1. | Mirage Rock   |       |
| 2. | Irmo Bats     |       |
| 3. | Relly's Dream |       |
| 4. | Catalina      |       |
| 5. | Bock          |       |

## Crédits de l'album
Band of Horses
- Benjamin Bridwell
- Creighton Barrett
- Ryan Monroe
- Bill Reynolds
- Tyler Ramsey

Musiciens additionnels
- Eric Gorfain - Arrangements des cordes et violon
- Daphne Chen - Violon
- Lauren Chipman - Alto
- Richard Dodd - Violoncelle

Enregistrement de l'album
- Glyn Johns - Producteur, ingénieur, mixeur
- Morgan Stratton - Assistant
- Bob Ludwig - mastering

Artwork
- Christopher Wilson - Photographie
- Dave Bett - Design

## Charts et notations
| Chart                         | Peak |
| ----------------------------- | ---- |
| Australian Albums Chart       | 21   |
| Austrian Albums Chart         | 61   |
| Belgian Flanders Albums Chart | 27   |
| Belgian Wallonia Albums Chart | 115  |
| Danish Albums Chart           | 9    |
| Dutch Albums Chart            | 55   |
| German Albums Chart           | 72   |
| Irish Albums Chart            | 20   |
| New Zealand Albums Chart      | 21   |
| Norwegian Albums Chart        | 9    |
| Spanish Albums Chart          | 24   |
| Swedish Albums Chart          | 15   |
| Swiss Albums Chart            | 35   |
| UK Albums Chart               | 20   |
| US Billboard 200              | 13   |